# Grup de turbosupraalimentare

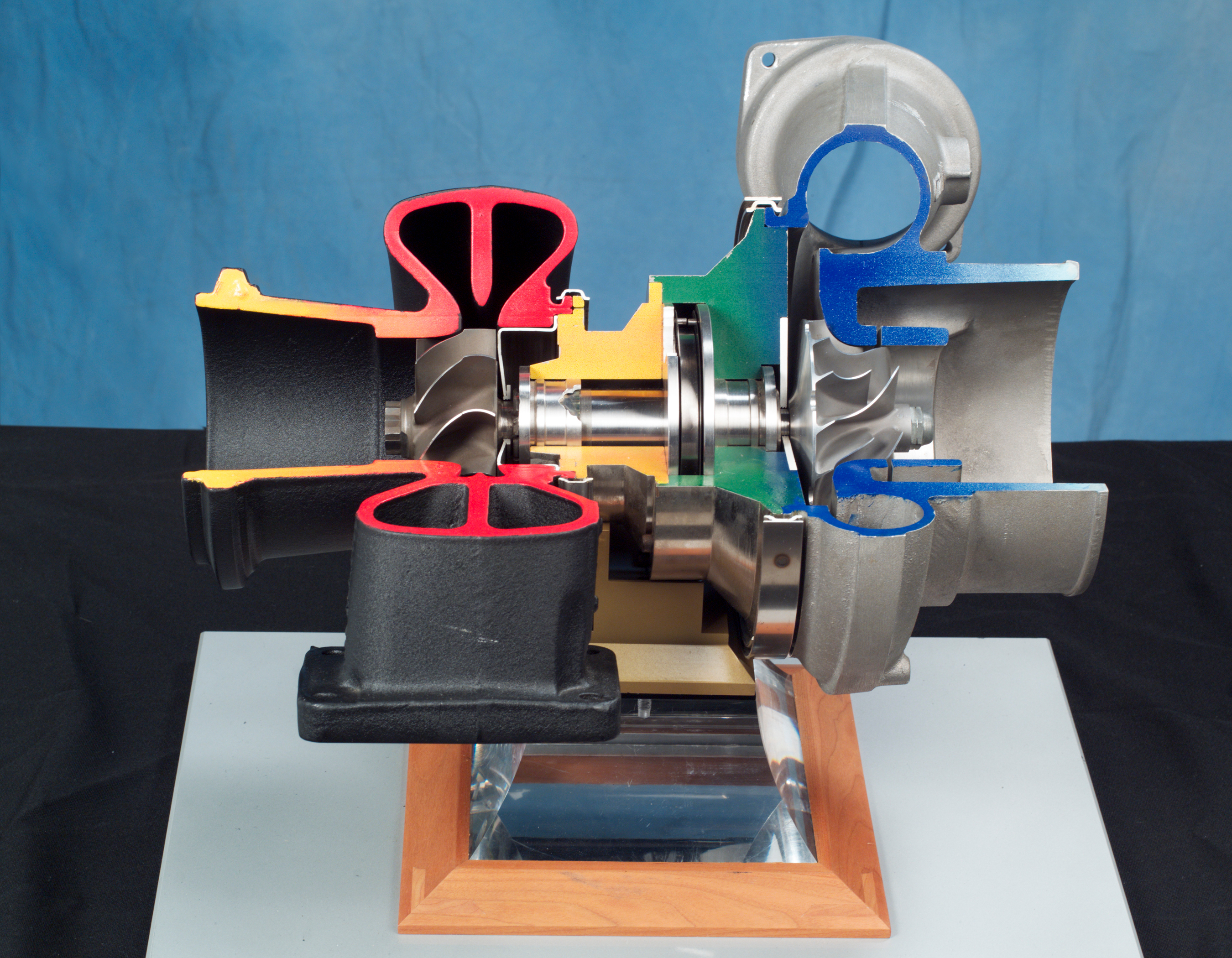
Grup de turbosupraalimentare secţionat

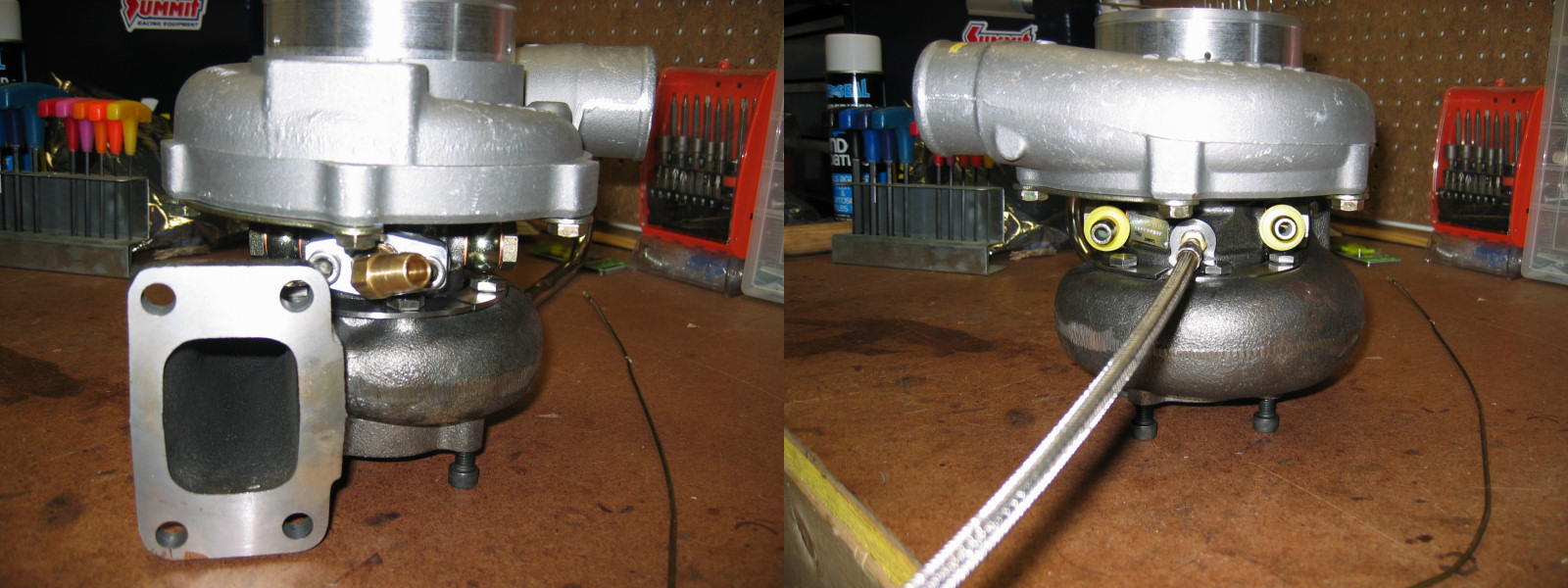
Grup de turbosuflantă

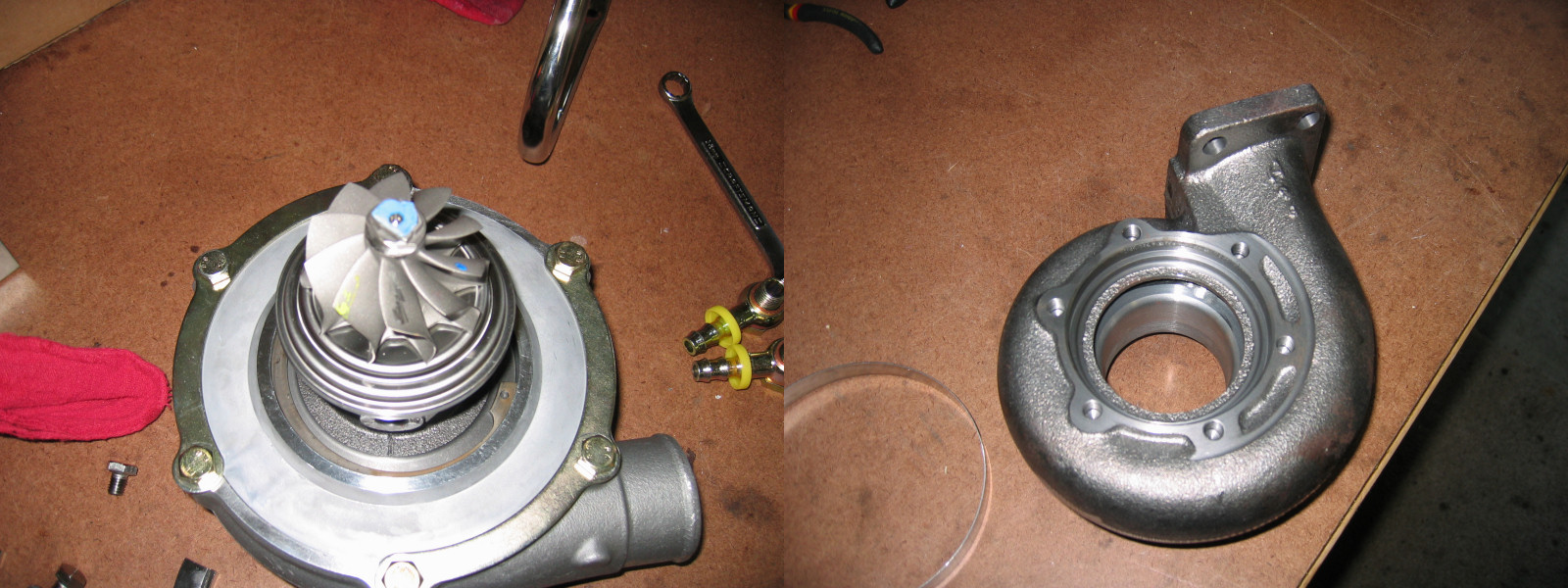
Turbina turbosuflantei

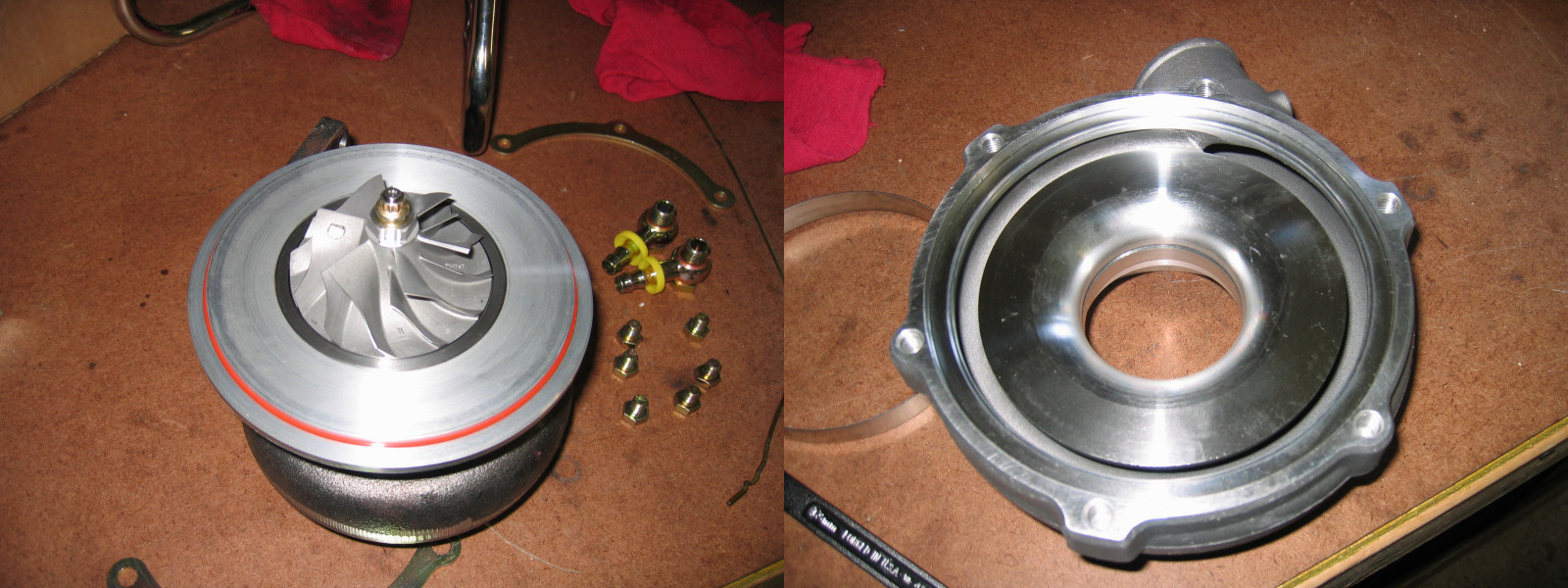
Suflanta turbosuflantei

Grupul de turbosupraalimentare al motoarelor cu ardere internă este un agregat compus din două roți cu palete montate pe un ax comun; una pentru antrenare (turbina), acționată de gazele de evacuare și cealaltă (suflanta) pentru comprimarea aerului introdus în cilindrii motorului în timpul admisiunii. 
Inventatorul turbinei de supraalimentare este elvețianul Alfred Büchi, care în anul 1905 a patentat turbina cu presiune constantă.

## Principii de funcționare
Unul din procedeele de mărire a puterii motoarelor cu ardere internă este introducerea în cilindri a unei cantități sporite de aer, prin creșterea presiunii acestuia, procedeu cunoscut ca supraalimentare. Compresoarele folosite în acest scop pot fi antrenate mecanic de către motor, sau, în cazul grupului de turbosupraalimentare (procedeul turbo), de o turbină cu gaze acționată de gazele de ardere evacuate din cilindri. În acest scop turbina este legată la galeria de evacuare a motorului.
În procesul de comprimare a aerului temperatura sa crește. Pentru a-i reduce volumul în scopul introducerii în cilindri a unei cantități de aer cât mai mare, aerul poate fi răcit cu ajutorul unui răcitor intermediar (engleză intercooler). Întroducând mai mult aer se va putea introduce și combustibil mai mult, ceea ce duce la creșterea puterii motorului.
Presiunea de supraalimentare a aerului este reglata mecanic, electronic sau combinat. Electronic, reglarea e făcuta de unitatea de comandă a motorului (engleză engine control unit – ECU). Comanda se face pe baza datelor furnizate de senzorii din zona de admisie, atât înainte de grup (depresiune) cât și după el (suprapresiune). În funcție de aceste presiuni este acționată o supapă de ocolire (engleză bypass]]) pe traseul gazelor evacuate. Dacă supapa se deschide mai mult, debitul de gaze de evacuare care ajunge la turbină este mai mic, ca urmare deci turbina va avea o turație mai mică și presiunea de supraalimentare scade.
Pentru reglarea presiunii cu un reglaj mecanic a turației turbinei se folosesc carcase cu lamele reglabile, la fel ca la ((ill2, Francis turbine: en, sistem folosit din anul 1996 la motoarele TDI Audi/VW, Porsche 911 Carrera (997) din 2005.

## Construcția
Turbina și suflanta sunt montate pe un ax comun, care se sprijină pe lagăre de alunecare unse cu ulei sub presiune sau lagăre cu rulmenți. Ansamblul este închis într-o carcasă prevăzută cu canale prin care circulă lichid de răcire.

## Avantaje
Avantaje ale folosirii grupului de turbosupraalimentare sunt:
- Creșterea puterii motorului fără a consuma putere mecanică, cum este cazul la supraalimentarea cu compresoare antrenate mecanic.

## Dezavantaje
Dezavantajele folosirii grupului de turbosupraalimentare sunt:
- După o perioadă de funcționare la turații mari turbina ajunge la roșu. La oprirea motorului ungerea se oprește, iar grupurile de turbosupraalimentare cu lagăre de alunecare se pot defecta. La acestea se recomandă ca înaintea opriri motorului să se mai funcționeze puțin la turații reduse (relanti), pentru ca agregatul să se răcească.
- Sistemul de reglare complică construcția și poate fi și el o sursă de defecte.
- La grupurile cu lagăre de alunecare uleiul de ungere poate fi aspirat în aerul de alimentare, ajunge în cilindri, unde arde incomplet, producând funingine.

## Imagini

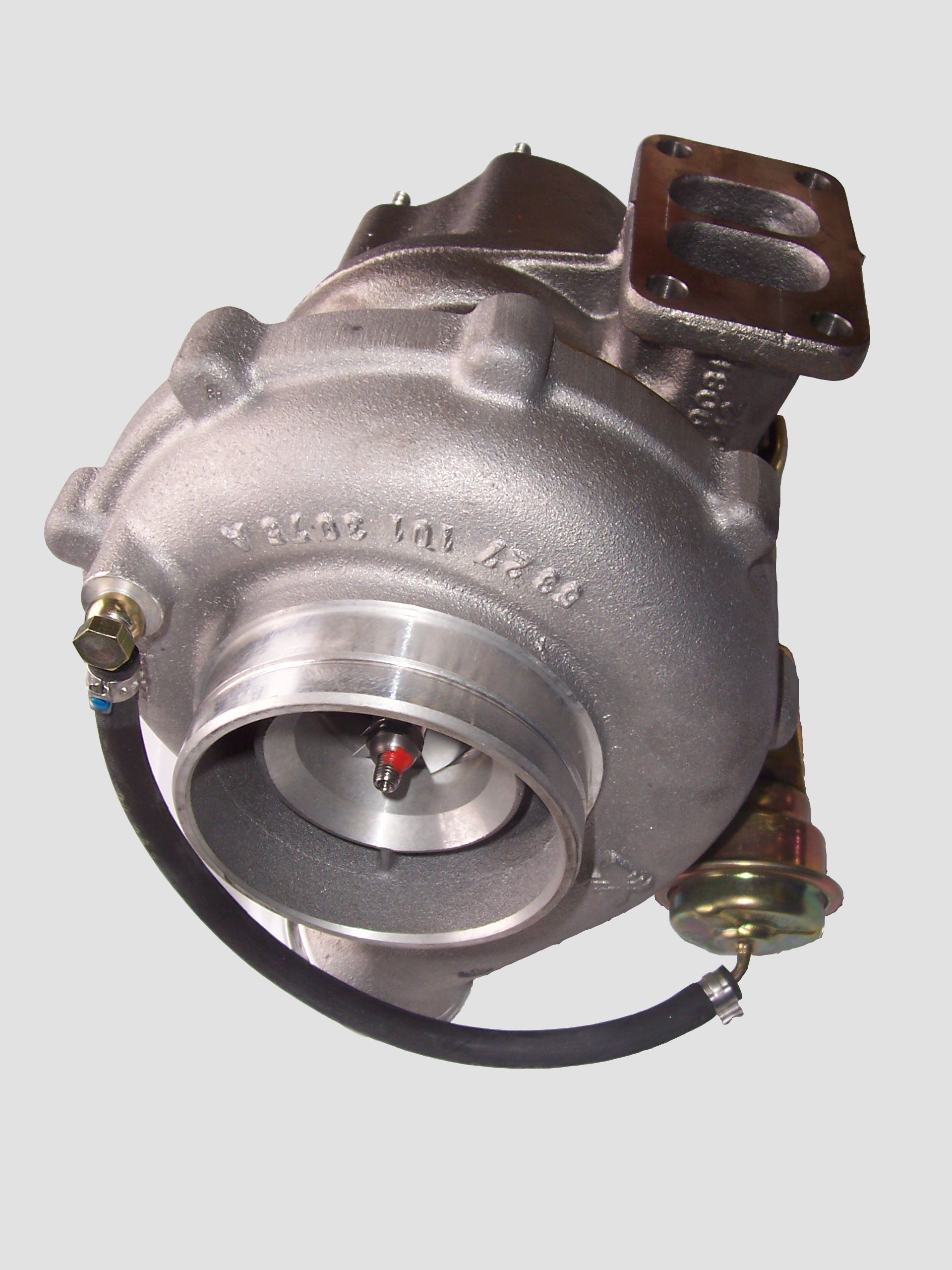
Turbină cu Westgate
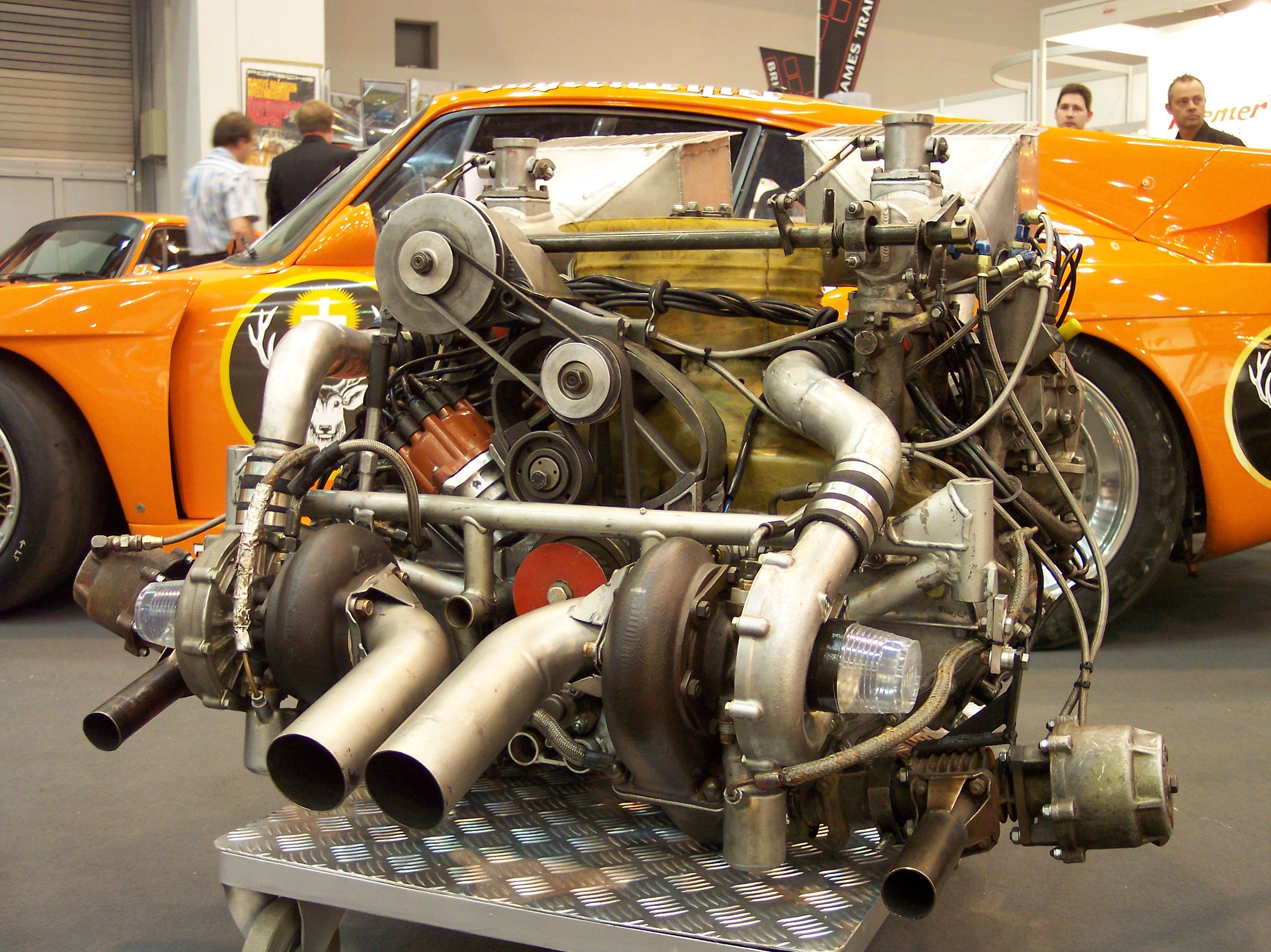
Porsche bi turbo
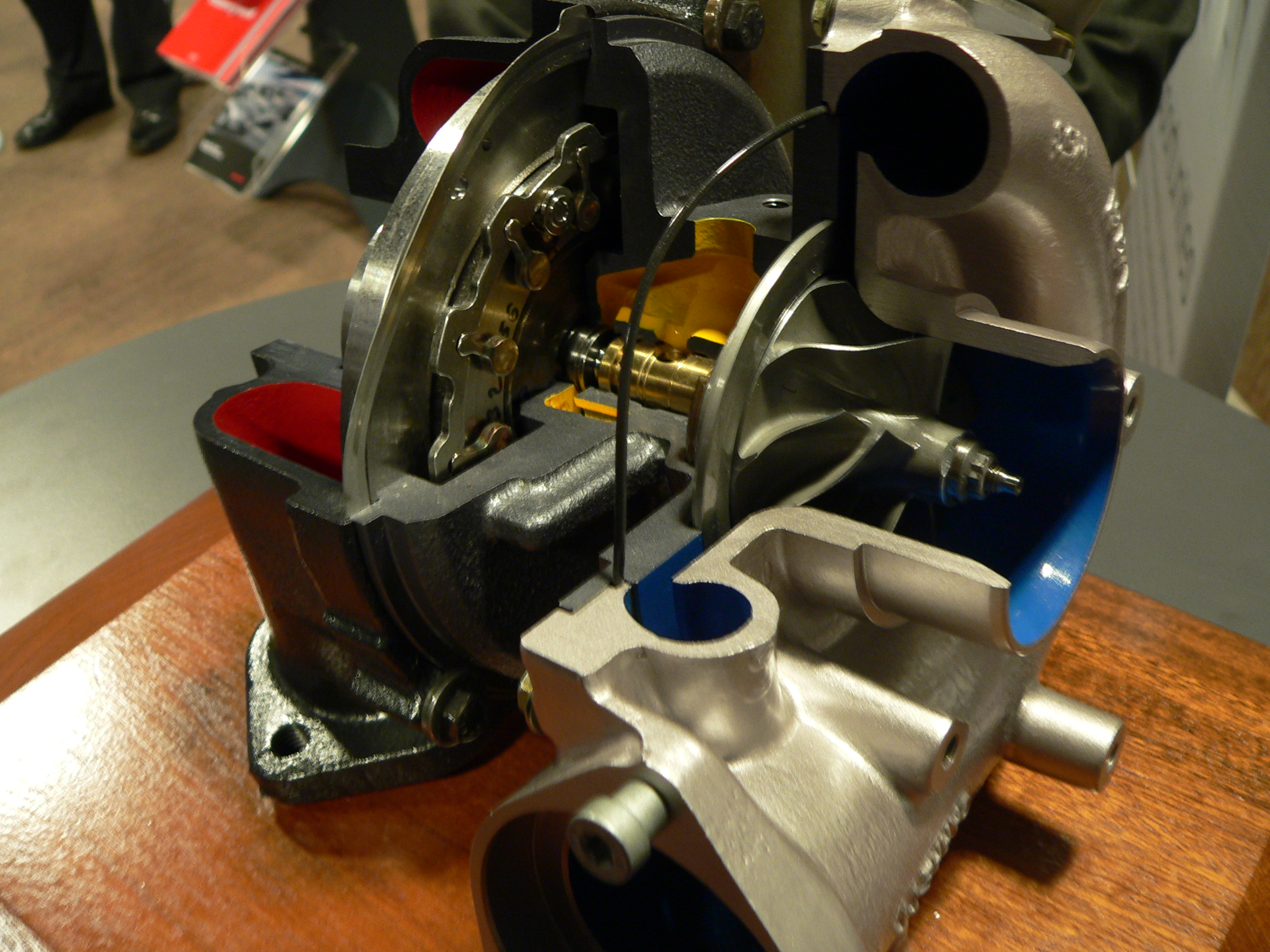
Turbină
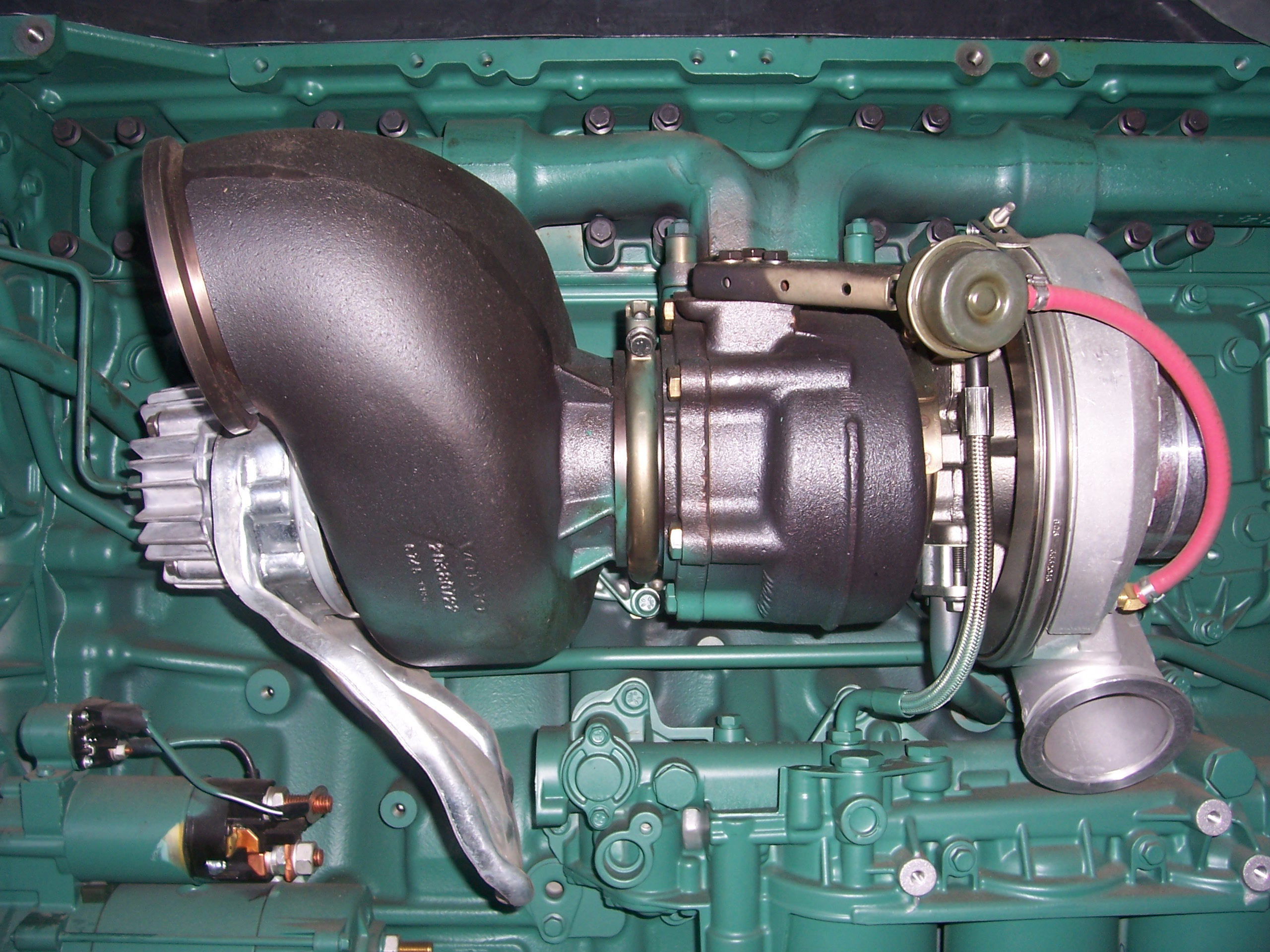
Turbină cu dispozitivul de frînă motor la evacuare
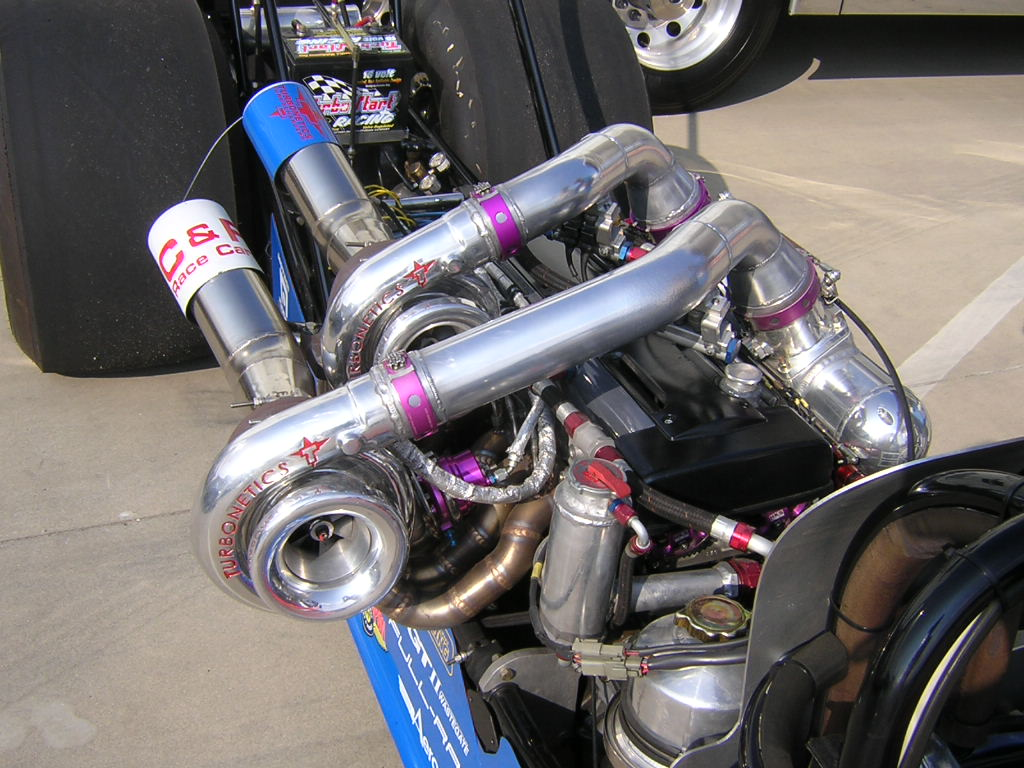
Twinturbo (trei)
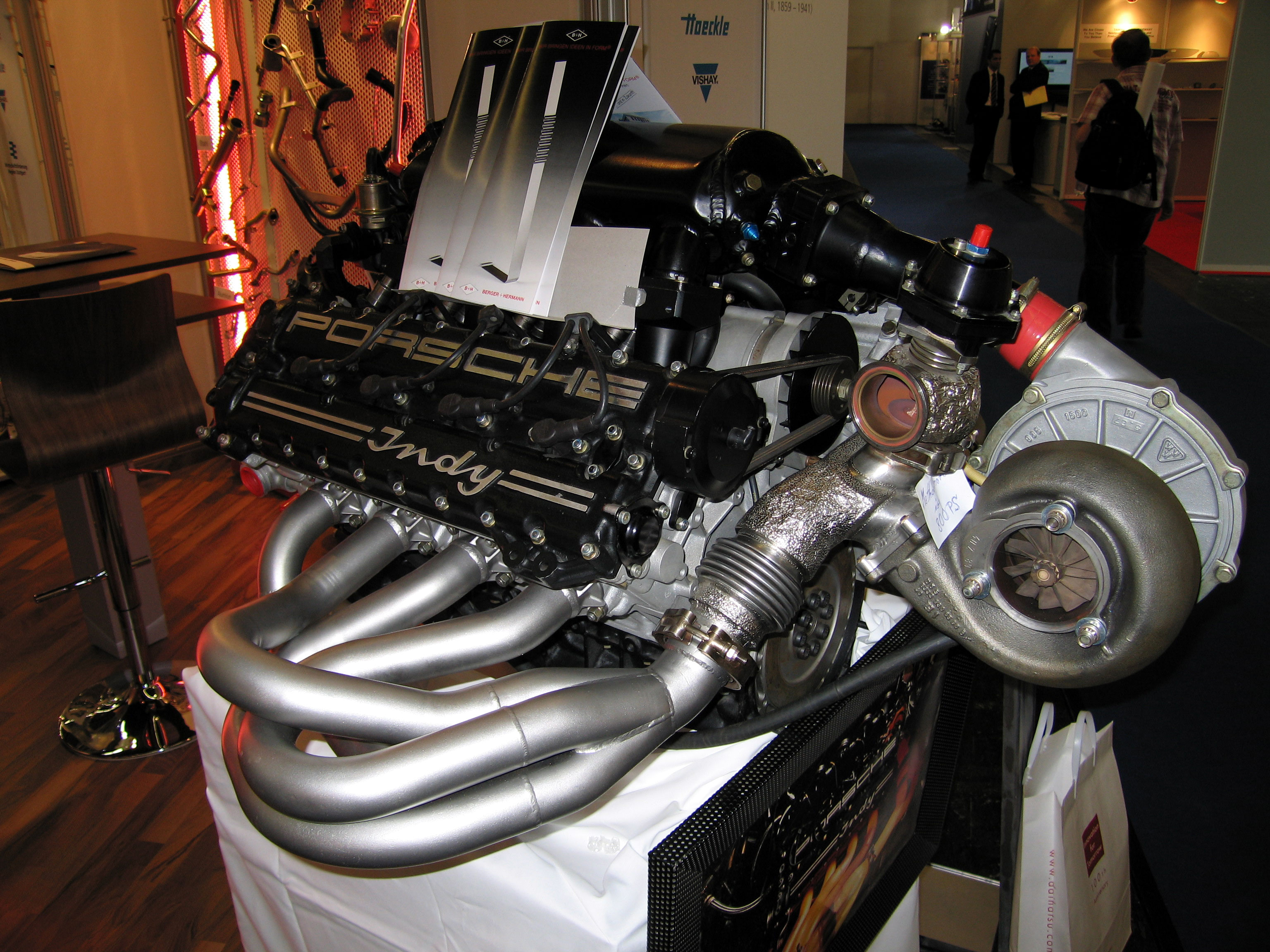
Motor Porsche "Indy"
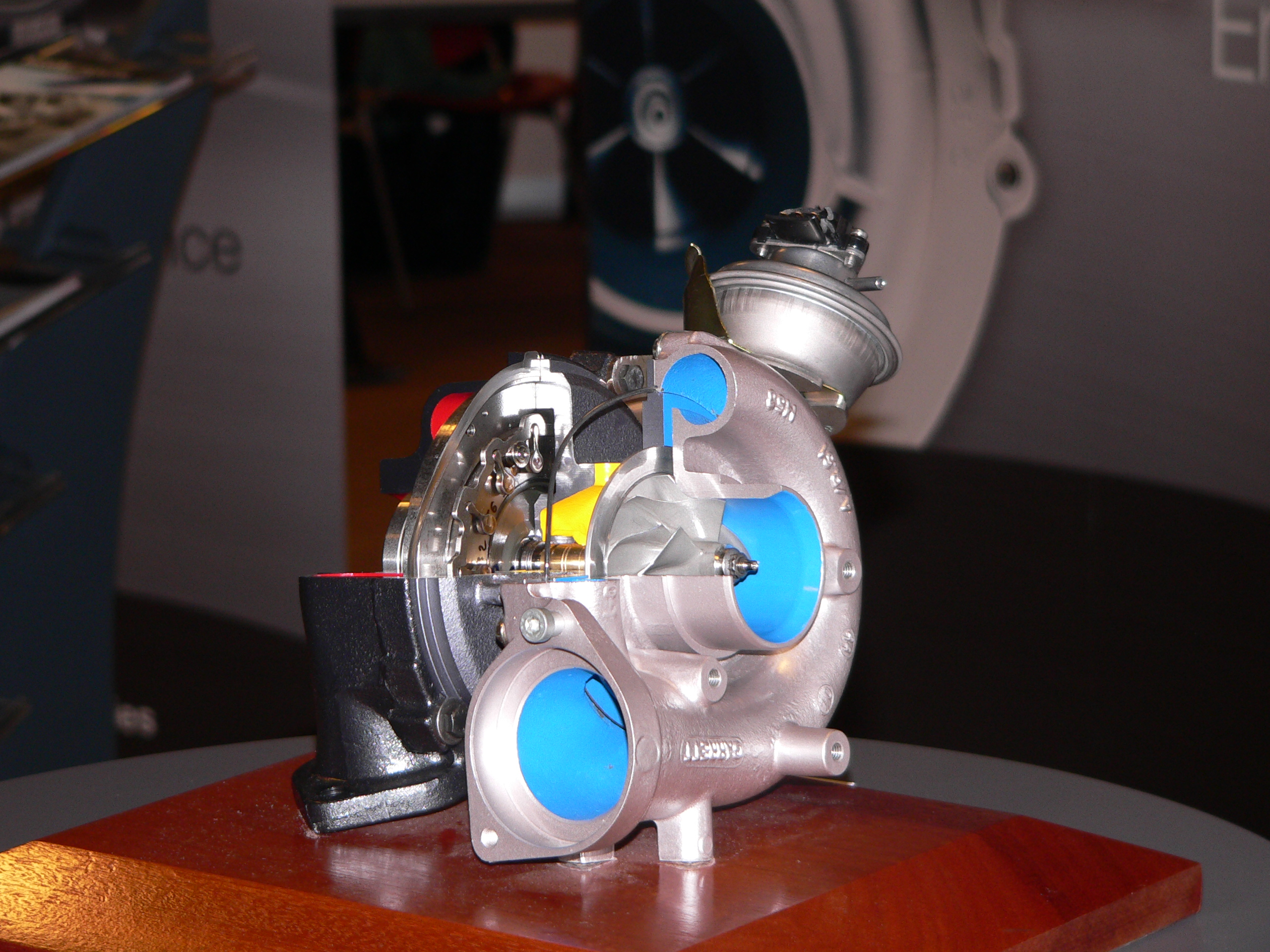
Turbină cu geometrie reglabilă
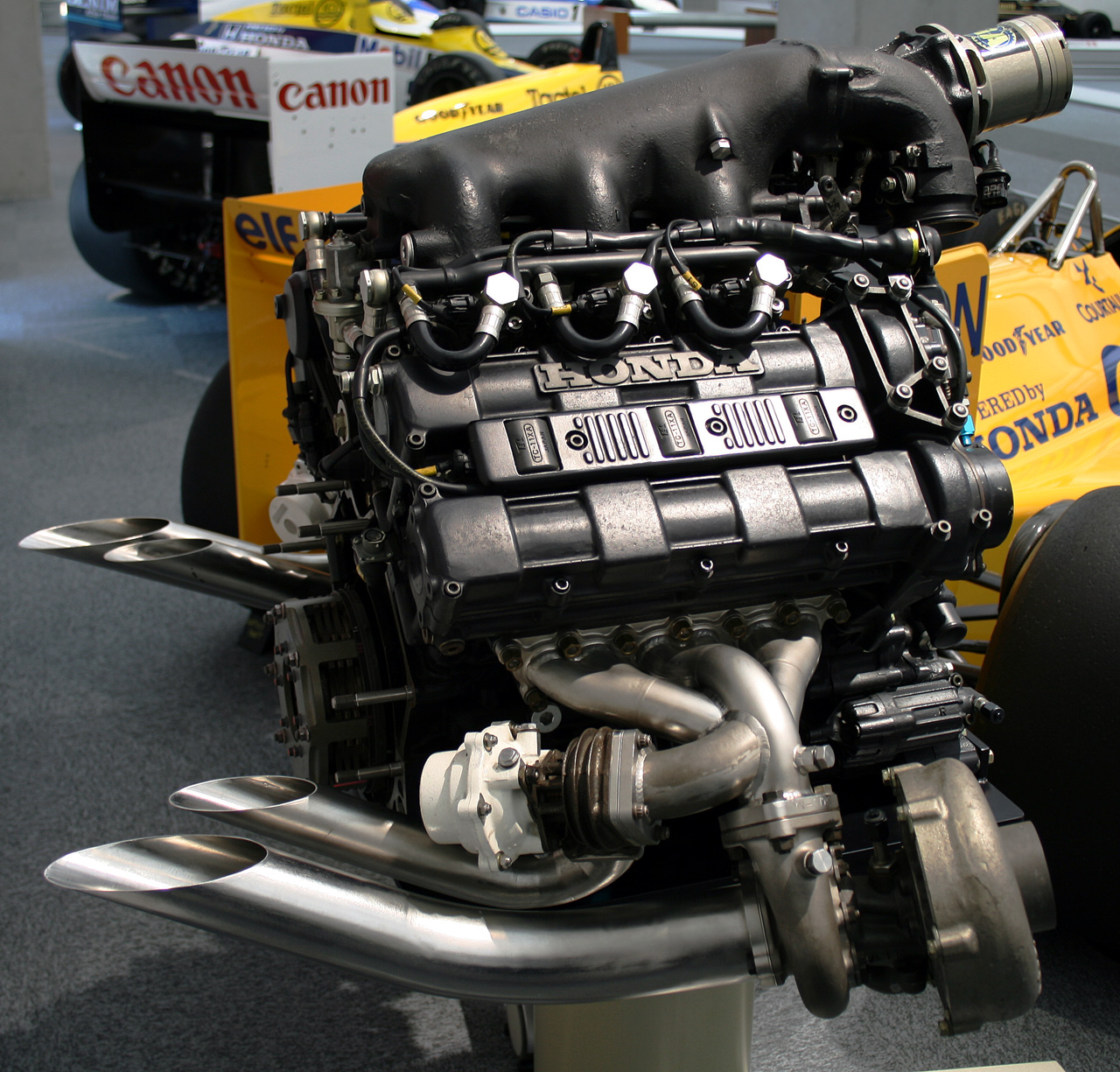
Honda RA168E "Formula I"
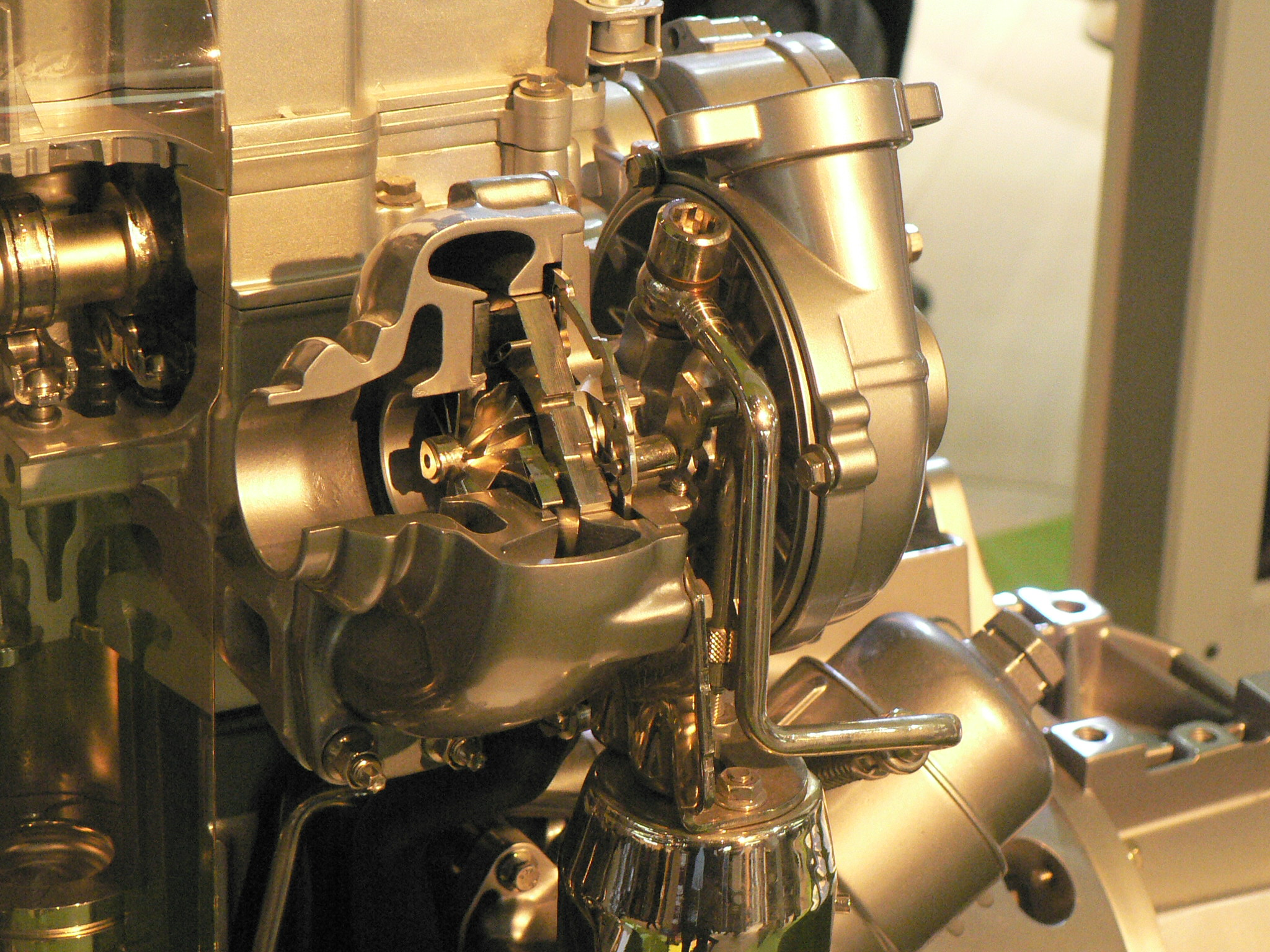
Turbină cu geometrie reglabilă